# Friedenskirche (Rinkerode)

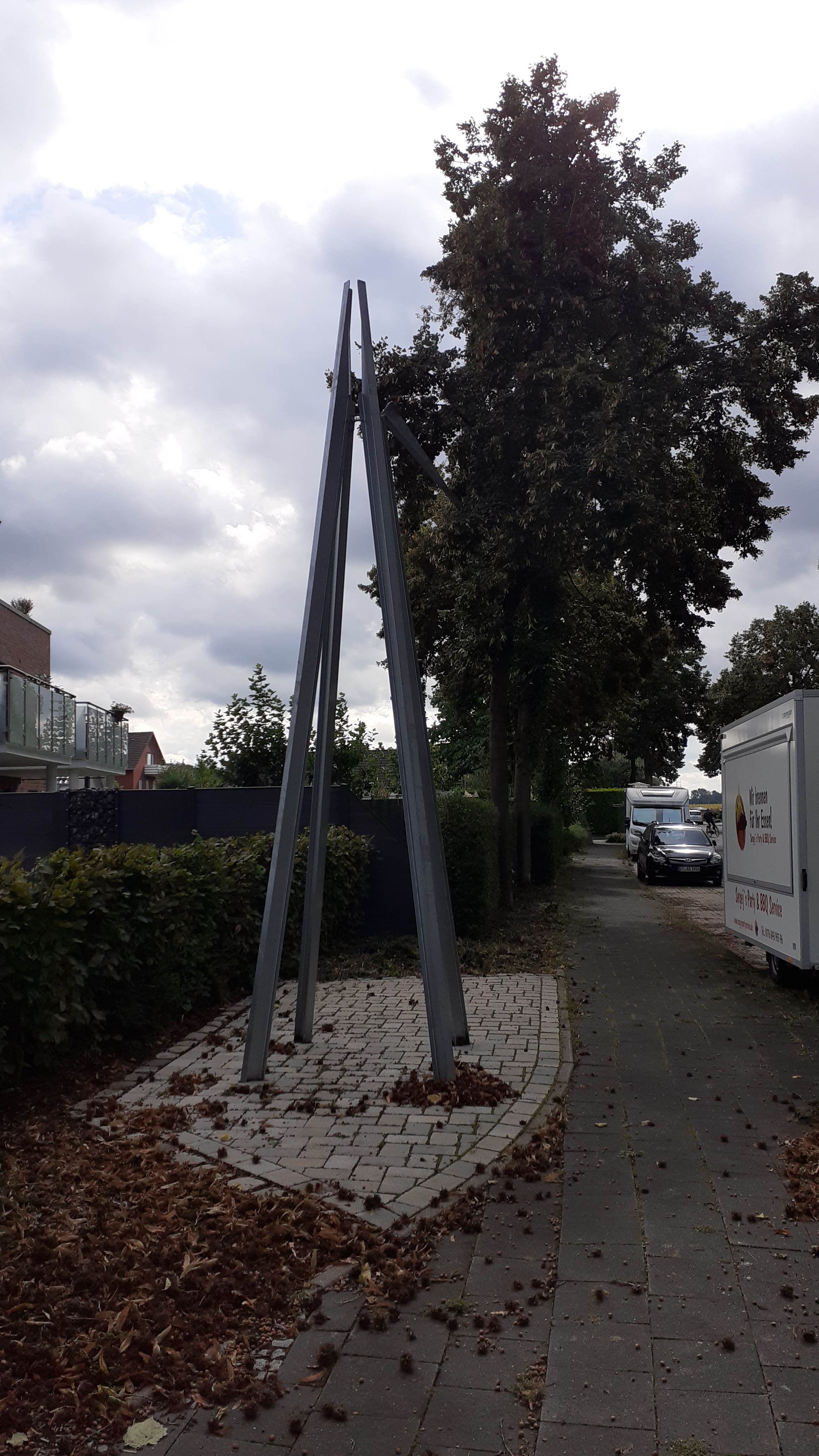
Denkmal in Rinkerode, 23. August 2023 (am Standpunkt der ehemaligen Friedenskirche)

Die Friedenskirche war von 1968 bis 2014 eine evangelische Kirche im Ortsteil Rinkerode der Stadt Drensteinfurt im Kreis Warendorf. Die Kirche befand sich an der Ecke Amselweg-Finkenweg. Der Glockenturm wurde an die katholische Bonifatiusgemeinde in Raunheim bei Frankfurt am Main verkauft.

## Geschichte
Bis 1945 gab es in Rinkerode aufgrund der geringen Anzahl evangelischer Christen in Rinkerode keine evangelische Gemeinde. Ab 1932 gingen die Christen zum Gottesdienst in die damals neu errichtete Kirche nach Hiltrup oder weiterhin (bis zu deren Zerstörung durch einen Bombenangriff am 12. Juni 1943) zur alten Erlöserkirche nach Münster.
Nachdem nach dem Zweiten Weltkrieg viele evangelische Vertriebene und Flüchtlinge aus dem Osten Deutschlands und Polen ins Münsterland gekommen waren, fand am 17. November 1946 der erste sonntägliche Gottesdienst in Rinkerode statt, und zwar in der kleinen Nähstube des Agnesstiftes. Da diese erheblich zu klein war, zog man mit den Gottesdiensten später um ins heutige Jugendheim, musste sich dieses aber mit der Rinkeroder Jugend und der Gemeinde Rinkerode teilen.
Von 1954 bis 1958 gehörten die Gemeindemitglieder in Rinkerode zur neu entstandenen Kirchengemeinde Hiltrup. Im Jahr 1958 wurde die Evangelische Kirchengemeinde Drensteinfurt mit den Gemeindeteilen Rinkerode und Mersch durch die Abpfarrung von Hiltrup selbstständig.

### Bau der Friedenskirche und des Glockenturms
In Rinkerode wurde die Friedenskirche geplant und gebaut, die am 27. Oktober 1968 als „Evangelisches Gemeindezentrum Friedenskirche“ eingeweiht wurde. 1987 plante man dann einen Glockenturm. Die erste Glocke wurde bereits am 26. Juni 1987 gegossen und am Reformationstag des Jahres zur Kirche gebracht. Ein Kirchbauverein wurde gegründet, und am 24. September 1989 wurde der Grundstein für den Glockenturm gelegt.

### Entwidmung und Abriss
Die Kirche wurde am 21. September 2014 entwidmet und im April 2016 bis auf den Glockenturm abgerissen. Der Glockenturm wurde abgetragen und im Mai 2016 für 18.000 Euro an die katholische Pfarrgemeinde St. Antonius von Padua in Raunheim bei Frankfurt am Main verkauft. Er ergänzt seit 2018 dort wiederaufgebaut die Kapelle St. Bonifatius der Raunheimer Gemeinde. An der Stelle des Glockenturms befindet sich in Rinkerode inzwischen ein stählernes Denkmal.